# Moldavska vaterpolska reprezentacija
Moldavska vaterpolska reprezentacija predstavlja državu Moldaviju u međunarodnom muškom vaterpolu. Nema nijedan nastup ni na jednom velikom natjecanju.

## Kvalifikacije za EP 2014.
- Švicarska -  Moldavija 9:8
- Slovenija -  Moldavija 19:5
- Ukrajina -  Moldavija 10:10
- Bjelorusija -  Moldavija 8:9
- Moldavija -  Francuska 6:17